# Extrakunia dimorpha
Extrakunia dimorpha är en fjärilsart som beskrevs av Bang-haas 1927. Extrakunia dimorpha ingår i släktet Extrakunia och familjen nattflyn. Inga underarter finns listade i Catalogue of Life.